# Revelations (Buffy the Vampire Slayer)
Revelations (Revelaciones en español) es el séptimo episodio de la tercera temporada de la serie de televisión estadounidense Buffy, la cazavampiros.

## Argumento
En el Bronze Willow (Alyson Hannigan), Oz (Seth Green), Xander (Nicholas Brendon) y Cordelia (Charisma Carpenter) comentan que Buffy (Sarah Michelle Gellar) está actuando de forma extraña. Cuando ella arriba, viene acompañada de Faith (Eliza Dushku). En el cementerio, Giles (Anthony Head) supervisa a las Cazadoras cuando luchan contra unos vampiros. En eso, aparece una mujer, Mrs. Gwendolyn Post (Serena Scott Thomas), que se presenta como la nueva vigilante de Faith. Ella les dice  que ha estado recogiendo información sobre un demonio llamado Lagos, el cual ha llegado a Sunnydale en busca de un arma, el guante de Myhnegon.
Xander y Willow investigan con Giles. Éste ha descubierto la posible ubicación del guante: la tumba de la familia von Hauptman. Xander decide ir solo a inspeccionar la cripta. Faith se encuentra con Lagos (Gary Kasper) y lucha con él. En el cementerio Restfield, Xander ve salir a alguien de la cripta con un objeto en sus manos. Resulta ser Ángel, y Xander le sigue hasta la Mansión. Buffy le espera y se besan. Buffy decide marcharse y Ángel le muestra el guante.
Xander habla con Giles y al día siguiente el grupo le espera en la biblioteca. Buffy tiene buenas noticias sobre el guante, pero los demás saben lo de Ángel. Discuten con ella, especialmente Xander. Giles se siente herido porque Buffy se lo haya ocultado.
Gwendolyn visita a Faith y le habla de la reunión secreta de sus amigos. Buffy, acompañada de Willow, decide matar a Lagos en cuanto aparezca en la cripta. Faith encuentra a Xander en el Bronze, quien le cuenta la vuelta de Ángel y que tiene el guante. Faith decide ir a por el vampiro. Mientras, Giles le dice a Gwendolyn que un hechizo puede destruirlo y que un amigo lo tiene en su Mansión. Gwendolyn le golpea y se marcha. Cuando Xander y Faith llegan, encuentran a Giles herido, Faith cree que el culpable es Ángel y va a buscarlo.
Gwendolyn aparece en la Mansión y le dice a Ángel que va de parte de Giles, quien quiere el guante. Luego le golpea, creyendo que le ha matado. Cuando Faith llega va a por Ángel pero Buffy la detiene. Confía en su Vigilante pero esta se coloca el guante. Faith y Buffy pelean. El guante se fusiona con el brazo de Gwendolyn y entonces descubren lo que pretendía. Les ataca con el guante y Ángel empuja a Willow fuera de la línea de fuego. Buffy consigue acabar con ella al cortarle el brazo donde tenía el guante, con lo que la energía consume a la mujer.
Resulta que Gwendolyn había sido expulsada del Consejo de Vigilantes dos años antes por abusar de su poder. Faith se siente culpable.

## Reparto

### Personajes principales
- Sarah Michelle Gellar como Buffy Summers.
- Nicholas Brendon como Xander Harris.
- Alyson Hannigan como Willow Rosenberg.
- Charisma Carpenter como Cordelia Chase.
- David Boreanaz como Ángel.
- Anthony Stewart Head como Rupert Giles.

### Apariciones especiales
- Serena Scott Thomas como Gwendolyn Post.
- Eliza Dushku como Faith Lehane.

### Personajes secundarios
- Jason Hall como Devon MacLeish.
- Kate Rodger como Paramédico.

## Producción

### Música
- Four Star Mary - «Run»
- Lolly (Man Of The Year) - «Silver dollar»
- Lotion - «West of here»

## Continuidad
Aquí se presentan los hechos que o bien influyen en la tercera temporada exclusivamente, o bien que viniendo de episodios anteriores influyen en este. Y por último, acontecimientos que ocurren en estw episodio que influyen en las demás temporadas o en alguna otra temporada.

### Para la tercera temporada
- La resurrección de Ángel divide a la Scooby Gang.
- Xander y Willow continúan su relación secreta, ahora se besan.
- Faith encuentra a alguien del que depender, solo para darse cuenta de que esa persona le miente. Esto provoca que desconfíe de los demás. Gwendolyn Post también refuerza el sentimiento de distancia hacia la banda.

### Para los cómics u otra de las series del buffyverso
- Buffy le corta la mano a Gwendolyn de la misma manera que lo hace Ángel a Lyndsay.